# Sotalbo
Sotalbo – gmina w Hiszpanii, w prowincji Ávila, w Kastylii i León, o powierzchni 90,46 km². W 2011 roku gmina liczyła 239 mieszkańców.